# Radio Minerva
Radio Minerva is een van de oudste lokale radio-omroepen in Antwerpen, opgericht in 1982. De zender speelt crooners en evergreens, wat Radio Minerva onderscheidt van andere radiostations in de stad. Het doelpubliek bestaat uit Antwerpse senioren. Hun frequentie is 98.0 FM, kanaal 10A DAB+ of via internetstreaming.
Alle presentatoren en medewerkers zijn vrijwilligers; velen van hen zijn met pensioen.
Radio Minerva is de populairste lokale radiozender van Vlaanderen en heeft ongeveer 60 000 luisteraars.

## Jubileum
In 2007 bestond Radio Minerva 25 jaar. Ter gelegenheid van dit jubileum werd op 7 juli een speciale uitzenddag georganiseerd. Die dag stonden de vaste presentatoren hun plaats af aan een interim-uitzendploeg die bestond uit bekende Antwerpenaren. Zij kregen de opdracht een radioprogramma van een uur te maken volgens de beproefde Minervaformule.
De presentatoren voor één dag waren:
- Rocco Granata
- Sven De Ridder
- Michel Follet
- Jo Leemans
- David Davidse
- Charles Van Den Bossche
- Marcel Vanthilt
- Davy Brocatus
- Patrick Janssens
- Maurice Dean
- Axel Daeseleire
- Luc Caals
- Robbe De Hert
- Lutgart Simoens

## Minerva aan zee
Omdat heel wat van zijn luisteraars de zomervakantie doorbrengt aan de Belgische kust is Radio Minerva sinds juli 2010 ook te beluisteren in de omgeving van Blankenberge op de frequentie 105.6 MHz.

## Minerva interim
Tien jaar na de eerste editie werden naar aanleiding van de 35ste verjaardag weer bekende of markante Antwerpenaars aangetrokken om op 16 juli 2017 tussen 8 uur 's ochtends en 8 uur 's avonds de programma's te verzorgen.
Dit keer kon Radio Minerva rekenen op de medewerking van:
- Rudi Mannaerts
- Bart De Wever
- Lucas Van den Eynde
- Carry Goossens
- Guy Mortier
- Guy De Pre
- Camilia Blereau
- Kobe Ilsen
- Jelle Cleymans
- Herbert Flack
- Jacques Vandermeiren
- Pieter Embrechts

## Erkenning Vlaamse Regering
Begin 2022 verloor Radio Minerva zijn erkenning van de Vlaamse Regering door een oordeel van de Raad van State na een klacht van een concurrent over procedurefouten. De radiozender mocht blijven uitzenden totdat toenmalig Vlaams minister van Media, Benjamin Dalle binnen de zeven maanden een nieuwe erkenning zou verlenen. In juli 2022 erkende de minister Radio Minerva na een nieuwe procedure.